# Miombostentrast
Miombostentrast (Monticola angolensis) är en fågel i familjen flugsnappare inom ordningen tättingar. Den förekommer i öppen skog i delar av södra Afrika. Beståndet anses vara livskraftigt.

## Utseende och läte
Miombostentrasten är en vackert färgad stentrast med kraftigt skilda dräkter mellan könen. Hanen har grått på huvud och rygg, medan undersidan är rostfärgad. Honan är istället brun med kraftigt fjällat utseende på huvud och rygg, med istället mestadels vit undersida. Fågeln liknar stentrasten som flyttar till Afrika, men saknar stentrastens vita rygg och honan har begränsat med eller saknar helt fjäll undertill. Sången består av melodiska darrande visslingar.

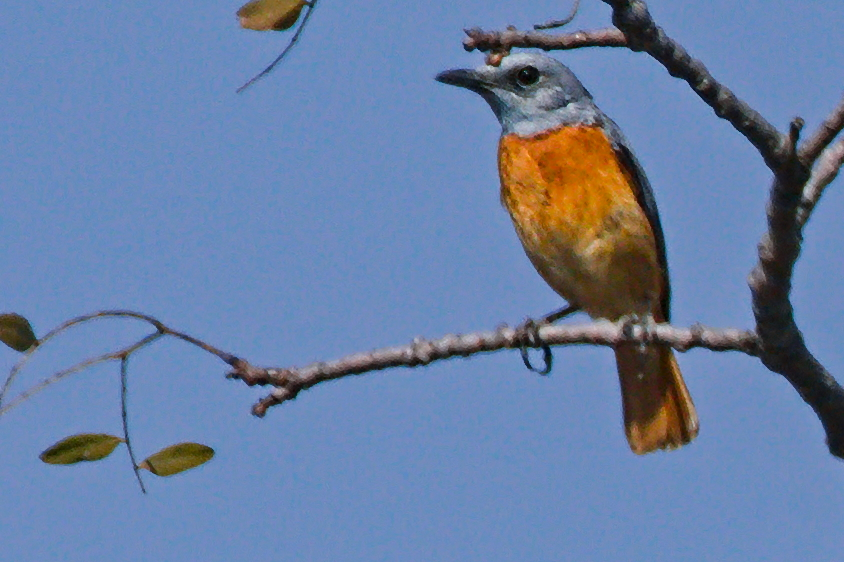

## Utbredning och systematik
Miombostentrasten förekommer i södra Afrika. Den delas in i två underarter med följande utbredning:
- Monticola angolensis angolensis – Angola till södra Kongo-Kinshasa, Rwanda, Zambia och Tanzania
- Monticola angolensis hylophilus – södra Zambia, Zimbabwe, västra Malawi och västra Moçambique

### Familjetillhörighet
Stentrastarna ansågs fram tills nyligen liksom bland andra stenskvättor, rödstjärtar och buskskvättor vara små trastar. DNA-studier visar dock att de är marklevande flugsnappare (Muscicapidae) och förs därför numera till den familjen.

## Status
Arten har ett stort utbredningsområde och beståndet anses stabilt. Internationella naturvårdsunionen IUCN listar den därför som livskraftig (LC).

## Namn

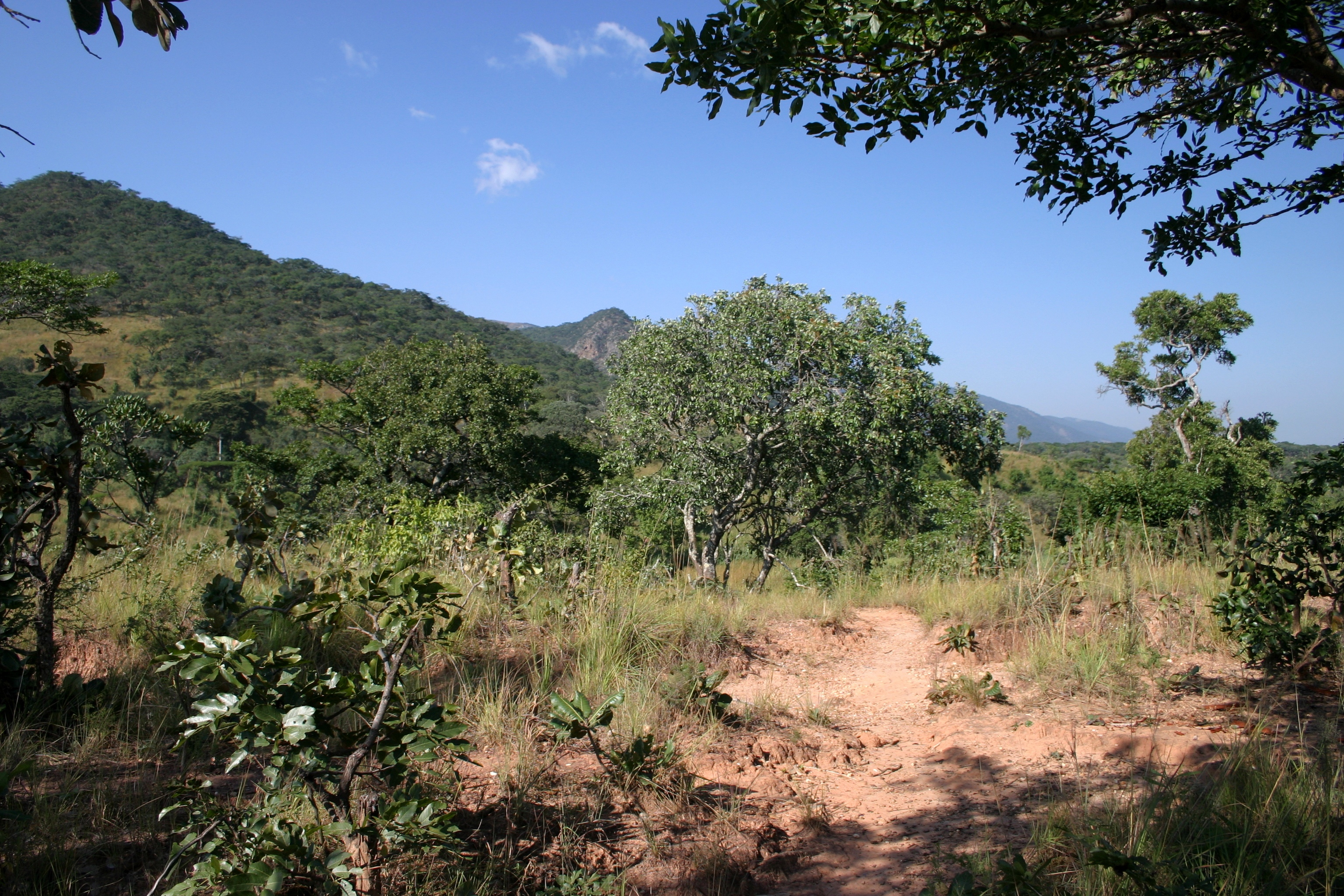
Fågeln är uppkallad efter skogstypen miombo där den förekommer.

Miombo är swahili för trädsläktet Brachystegia som omfattar ett stort antal arter, vilka bildar en öppen skog eller ett savannlandskap i södra Centralafrika. Miombo är också en beteckning för denna vegetationstyp som dominerar inom stora delar av området.